# Gospi Velikog hrvatskog zavjeta
Gospi Velikog hrvatskog zavjeta, album hrvatske klape Klapa HRM Sveti Juraj iz Splita. Album je iz 2010. godine. Objavljen u nakladi Verbum, u suradnji s Vojnim ordinarijatom u RH. Objavljen povodom 10. godišnjice osnivanja mornaričke klape "Sveti Juraj" (HRM). Na albumu je 16 najpoznatijih pjesama posvećenih Majci Božjoj.